# Pakistan occidental

Pakistan occidental et oriental.

Le Pakistan occidental (ourdou : مغربی پاکستان, Mag̱ẖribī Pākistān) était une province du Pakistan entre 1955 et 1970. Depuis la sécession du Pakistan oriental, qui devient le Bangladesh en 1971, le Pakistan occidental correspond à l'essentiel du pays. 
La province est créée par le One Unit Scheme, présenté par le Premier ministre Muhammad Ali Bogra le 22 novembre 1954. Son successeur Chaudhry Muhammad Ali fait voter l'acte par l'Assemblée constituante le 30 septembre 1955 et celui entre en application le 14 octobre.

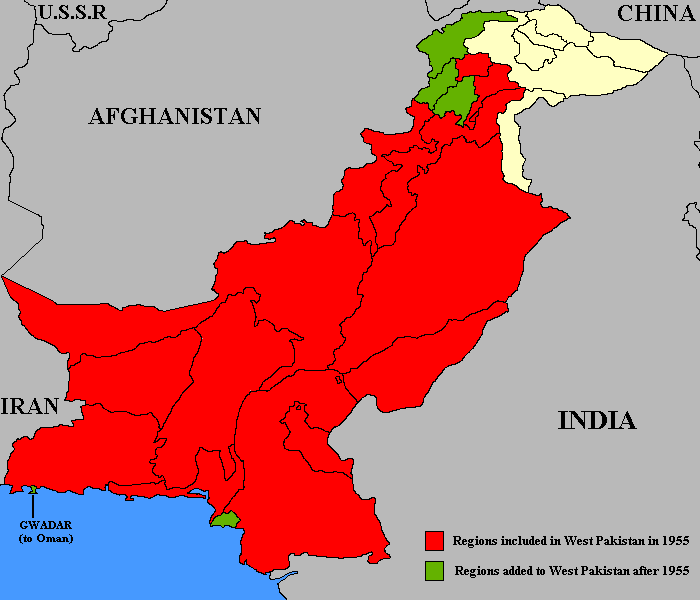
Le Pakistan occidental en rouge, en 1955.

La réforme conduit à la fusion de la plupart des subdivisions de l'ouest du Pakistan en une seule entité, tandis que la province du Bengale oriental est renommée Pakistan oriental. Ainsi, elle conduit à la disparition des quatre provinces, le Sind, Baloutchistan, Pendjab et Nord-Ouest. Six États princiers disparaissent définitivement à l'occasion : Kalat, Khairpur, Bahawalpur, Makran, Kharan et Las Bela. La région disputée du Cachemire et trois États princiers restent séparés, tandis que Gwadar et Karachi intègrent la province en 1958 et 1959. 
La réforme a pour ambition de créer une symétrie entre les deux parties du Pakistan, séparées par 1 600 kilomètres de territoire indien. La Constitution de 1956 attribue le même nombre de sièges à l'Assemblée nationale pour les deux provinces, alors que le Pakistan oriental est alors nettement plus peuplé, ce qui est vu comme un moyen pour l'élite occidentale de contenir l'émergence de l'est en vue des élections. 
Le Pakistan occidental est critiqué par des mouvements politiques proches des minorités ethniques de la province, à l'instar du Parti Awami national, pour qui la réforme confère la prépondérance aux Pendjabis qui sont majoritaires à l'ouest en privant les minorités de leur propre province. Sa dissolution est l'une des revendications du mouvement de 1968 et elle est finalement supprimée le 1er juillet 1970 par le Legal Framework Order. Elle relaisse place aux quatre provinces,,.